# Williamsonia (genre végétal)
Cet article concerne le genre végétal fossile. Pour le genre d’insecte, voir Williamsonia (insecte).
Genre
Williamsonia est un genre éteint de l'ordre des Bennettitales, un groupe également éteint de spermaphytes. Il se trouvait sur toute la surface de la Terre et a vécu du Jurassique au Crétacé. 

## Espèces
- † Williamsonia gigas
- † Williamsonia pecten

## Galerie photographique

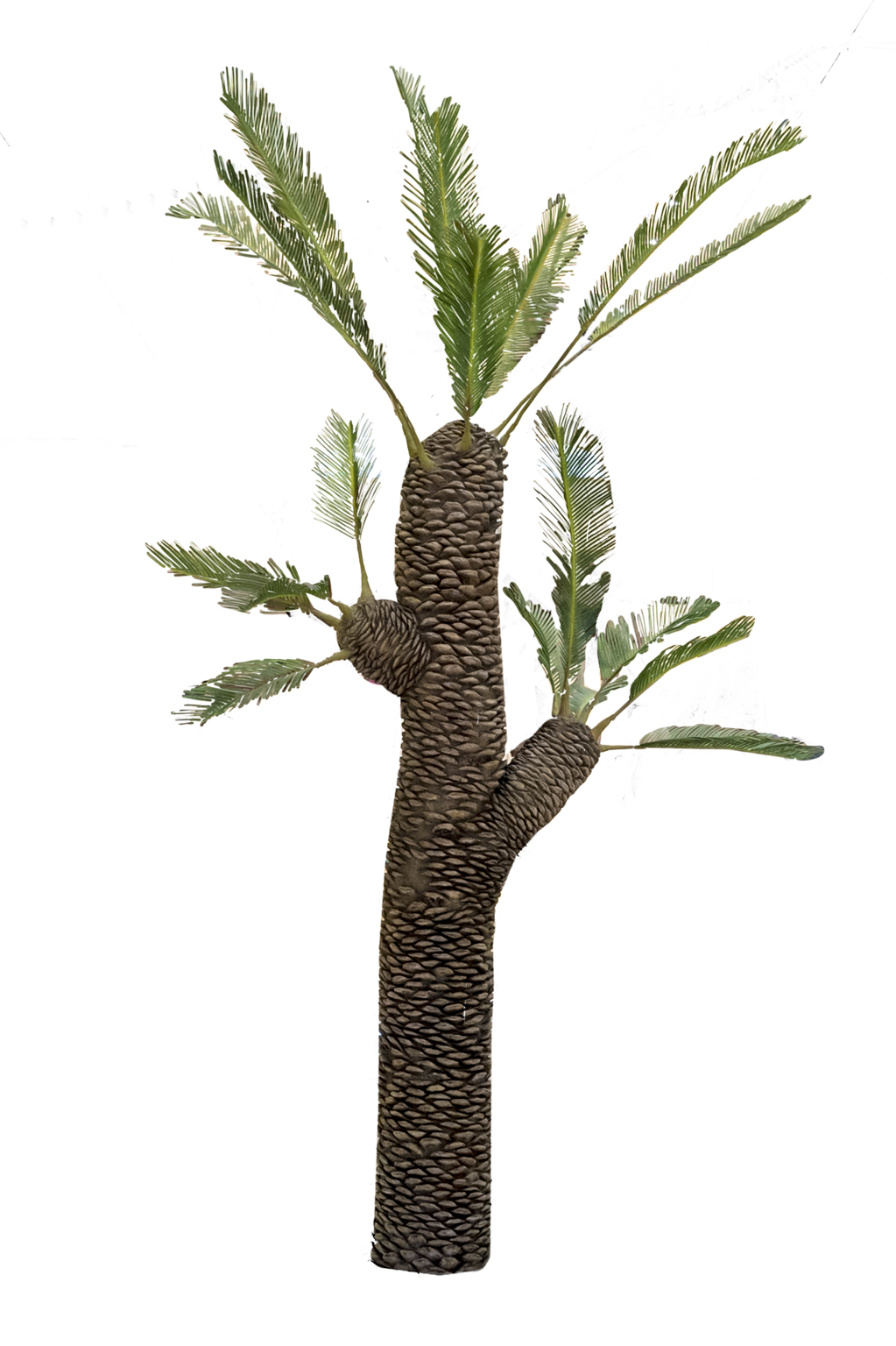
Reconstitution d'une Bennettitales du genre Williamsonia.